# Forsskaolea tenacissima
Forsskaolea tenacissima là loài thực vật có hoa trong họ Tầm ma. Loài này được L. mô tả khoa học đầu tiên năm 1767.